# 건축가 솔네스

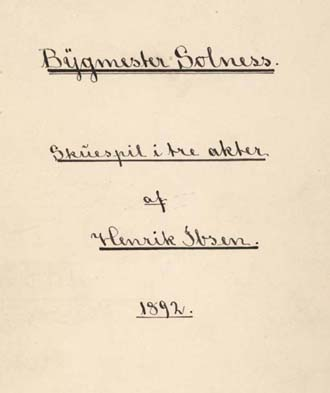

《건축가 솔네스》(Bygmester Solness)는 헨리크 입센의 후기작이다. 말년에 이른 예술가의 고뇌를 담고 있어 그의 작품 가운데 가장 자전적인 것으로 평가된다. 프로이트가 정신분석학의 체계를 세운 시점보다 앞서 정신분석 관점에 입각한 개성 있는 캐릭터를 제시하고 있다.

## 배경
어느 날 낯선 여인이 대건축가 솔네스를 방문한다. 자신을 방엘이라고 소개한 그녀는 과거 솔네스가 교회 첨탑에 종을 매달던 모습을 기억하고 있었다. 이후로 솔네스는 더 이상 교회를 짓지 않았다. 대신 사람들이 살 집을 지어 주며 자신의 입지를 굳건히 다져 나갔다. 그러고 마침내 대건축가 위치에 올랐지만 현재는 젊고 역량 있는 후배들의 도전에 두려움을 느끼는 중이다. 솔네스 부인은 갑자기 나타나 과거를 환기하며 솔네스가 이상에 오르도록 충동질하는 방엘을 경계한다.
대건축가 솔네스는 자신의 분야에서 최고 경지에 올랐던 예술가다. 이상을 좇던 때도 있었으나 한계에 부딪쳐 현실과 타협했고, 그럼에도 대중의 지지를 바탕으로 예술가로서 성취를 이루었다. 이제 새로운 예술가의 등장과 부상을 인정하고 받아들여야 할 때를 맞았지만 솔네스는 최고의 위치에서 내려오길 두려워한다. 대건축가 솔네스의 고뇌에는 말년에 이른 입센 자신의 고뇌가 반영되어 있다. 그 때문에 이 작품은 입센의 가장 자전적인 작품이라 평가된다.